# ترميم بيئي للجزر

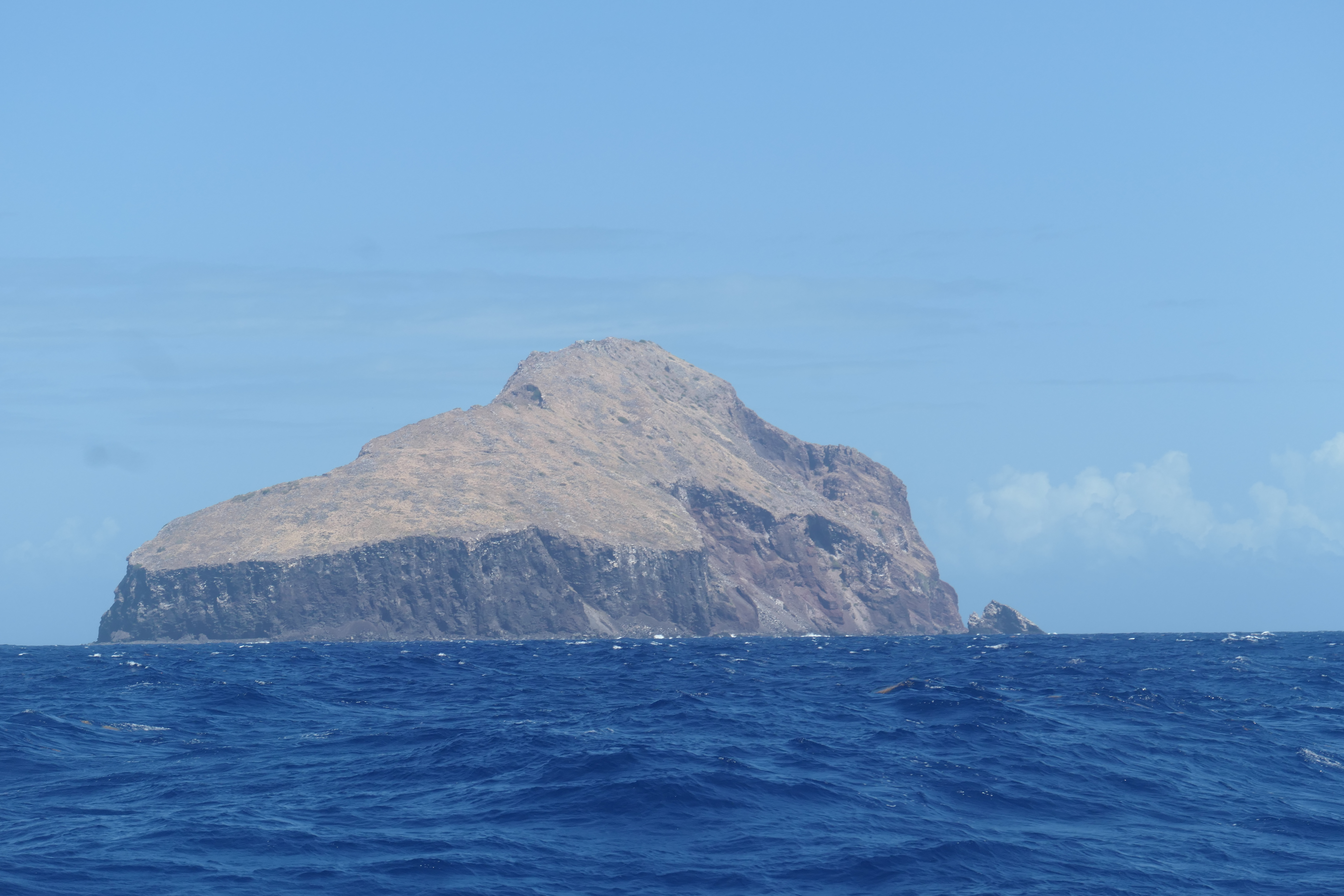
ريدوندا من البحر، 2023

الترميم البيئي للجُزُر أو إصلاح الجُزُر هو تطبيق مبادئ الإصلاح البيئي على الجُزُر ومجموعات الجُزُر. تحتوي الجُزُر بسبب طبيعتها المنعزلة على العديد من الأصناف العالمية المهددة بالانقراض، بالإضافة إلى مناطق التكاثر الهامة للطيور وبعض الثدييات البحرية. الأنظمة البيئية لهذه الجُزُر حساسة بشدة للاضطراب البشري وخاصة للأصناف المُدخلة بسبب حجمها الصغير. شهدت مجموعات جُزُر مثل نيوزيلاندا وهاواي حالات انقراض هامة وخسارة في المواطن الطبيعية. منذ خمسينيات القرن العشرين، عملت العديد من المنظمات والهيئات الحكومية حول العالم على إعادة الجُزُر إلى حالتها الأصلية؛ استخدمت نيوزيلاندا هذه الجُزُر لاحتواء الجماعات الطبيعية من الأصناف التي لا يمكنها النجاة إن تُركت في البرية. العناصر الرئيسية لإصلاح الجُزُر هي إزالة الأصناف المُدخلة وإعادة إدخال الأصناف المحلية.

## الجُزُر والتوطن والانقراض
منذ سبعينيات القرن الماضي عُرفت الجُزُر المعزولة بامتلاكها مستويات توطّن أكبر، عندما طور روبرت مَكارثر وإدوارد أوسبورن ويلسون نظرية الجغرافيا الحيوية للجُزُر. السبب الأكبر لهذا التوطن هو الانعزال الذي يحدّ من هجرة أصناف جديدة إلى الجزيرة، ويسمح للأصناف الجديدة أن تتطور بمعزل عن باقي الأصناف على البر الرئيسي. فمثلاً، كانت 71% من أصناف الطيور النيوزيلاندية (الموجودة قبل وصول البشر) مستوطنة. بالإضافة ارتفاع مستويات التوطن، فإن أصناف الجُزُر تمتلك ميزات تجعلها حساسة بشكل خاص للاضطراب البشري.
تطورت العديد من الأصناف النباتية والحيوانية للجُزُر على جُزُر صغيرة، أو حتى ضمن مواطن محدودة على الجُزُر الصغيرة. تتأثر الجماعات الصغيرة بأقل ممارسات الصيد وهذه المواطن المحددة حساسة لخسارة أو تعديل تلك المواطن. والأهم من ذلك، عادة ما تكون أصناف الجُزُر بسيطة على المستوى البيئي، ما يعني أنها لم تتطور بجانب مفترس أو أنها فقدت الردود السلوكية الملائمة تجاه المفترسات. ينتج عن ذلك غالباً عدم قدرتها على الفرار أو ألفة غير اعتيادية. جعل هذا العديد من الأصناف معرضة للصيد (فمثلاً، يُعتقد أن حيوانات الموا اصطيدت لحد الانقراض خلال أجيال قصيرة قليلة) والافتراس من قبل الأصناف المُدخلة. يُعتقد أن بعض الأصناف، مثل طائر الدودو، أصبحت منقرضة بسبب ضغط البشر والحيوانات المُدخلة. تُقدر أحد التقديرات الخاصة بالطيور في الجُزُر الموجودة في المحيط الهادئ عدد الانقراضات بحوالي 2000 صنف. بين 40% 50% من أصناف الطيور في نيوزيلاندا أصبحت منقرضة منذ 200 بعد الميلاد.
يعزى الفضل في بدء مجال الترميم البيئي للجُزُر إلى نيوزيلاندا في ستينيات القرن العشرين، لكن ماتزال مشاريع أصغر أخرى، مثل إصلاح جزيرة نوساتش في برمودا (الذي بدأ عام 1962) مستمرة لنفس المدة تقريباً. على الرغم من ذلك، يُعتبر البرنامج الذي تولاه قسم الحماية (بالإنجليزية: Department of Conservation «DOC») واحداً من أكبر المشاريع في العالم.  بدأ المشروع في جزيرة كوفيير، حيث أزال علماء البيئة المواشي، والماعز، والقطط الوحشية وأخيراً، في عام 1993، فئران المحيط الهادي. نتج عن نجاح المشروع مشاريع مشابهة في نيوزيلاندا. وكانت الفوائد العائدة على قسم الحماية مهمة؛ فبالإضافة إلى حماية الأصناف المستوطنة في الجُزُر الأصغر، مثل طائر نوّ ماجنتا، أصبح بإمكان الجُزُر المجاورة للبر الرئيسي فور إصلاحها أن تقوم بمقام الموطن لأصناف الطيور التي لم تستطيع النجاة على البر الرئيسي. أصبح بإمكان أصناف مثل طائر التاكاهي الذي كانت أعداده المتبقية عرضة لخطر حقيقي من قبل القطط الوحشية والكلاب أن تُنقل إلى تلك الجُزُر لحمايتها.

### استئصال الأصناف الغريبة المُدخلة
أحد جوانب الترميم البيئي للجُزُر الهامة هو إزالة الأصناف الغريبة الدخيلة. بما أن هذه الأصناف هي غالباً سبب تهديد الحيوانات والنباتات المحلية، فإن إزالتها أمر هام في عملية الإصلاح. منذ عام 1673 حتى 2009، سُجِّلت 786 حالة استئصال ناجحة لفقاريات دخيلة، وفي العقود القليلة الماضية ازداد تواتر عمليات الإبادة وحجم الجُزُر التي استُؤصلت فيها الفقاريات الدخيلة. توجد لائحة نهائية للجهود الإصلاحية الماضية على شكل «قاعدة بيانات عمليات إبادة الأصناف الدخيلة». علاوةً على ذلك، توجد حالياً قائمة بالأصناف الحالية الدخيلة في جُزُر العالم على شكل قاعدة بيانات للجُزُر المهددة. تُعتبر الجُزُر قابلة للإصلاح بشكل خاص لأنه فور إخلائها من الأصناف المُدخلة، يمكن الإبقاء عليها خالية منها بفضل كونها جُزُراً. إزالة الأصناف عملية مكثفة ومكلفة، ويجب اختيار الطرق المتبعة بعناية لتفادي التأثير الزائد على الأصناف غير المستهدفة.
تعد القطط الوحشية، والماعز، وثلاثة أصناف من الفئران من أكثر الأصناف المحدثة للضرر التي أُدخلت على الجُزُر (مورز وأتكنسون 1984).
يحول الاختلاف في الحجم، ونمط الحياة والسلوك دون استخدام التقنيات نفسها لكل هذه الأصناف، ولكن بالنسبة للعديد من الأصناف يجب استخدام مجال من التقنيات من أجل ضمان النجاح. بالنسبة للحيوانات الأكبر حجماً كالماعز والخنازير، يمكن اصطيادها بفعالية؛ كما في حالة جزيرة راوند في موريشيوس، حيث قام رامٍ وحيد باصطياد كل الماعز. على الجُزُر الأكبر، يستخدم علماء البيئة ماعز جوداس حيث يطلق حيوان ماعز مزود بجهاز راديو في البرية. نحتاج إلى مجموعة من التقنيات لإزالة القطط وهي: الصيد، ونصب الفخاخ والتسميم. اصطياد القطط أصعب من اصطياد الماعز والخنازير ويحتاج لاستخدام صيادين ذوي خبرة والصيد ليلاً. لا يُعتبر نصب الفخاخ فعالاً لصيد الفئران بسبب أعدادها الضخمة، فالطريقة الناجحة الوحيدة هي السم، الذي يمكن إيصاله إلى الحقل عبر النشر (بواسطة اليد أو عبر الجو) أو من خلال حفظ مواقع الطعم. استُخدمت هذه الطريقة حول العالم، في جُزُر فوكلاند، والمحيط الهادي الاستوائي وعلى طول ساحل نيوزيلاندا إذ نُظِّف ما يزيد عن 40 جزيرة. لا تخلو هذه الطريقة من المشاكل، خاصة إذا تشاركت الفئران الجزيرة مع أصناف محلية من القوارض التي قد تأخذ الطعم أيضاً، كما حدث على جزيرة آناكابا في جُزُر تشانيل وجزيرة رات (هاواداكس) في أرخبيل ألوتيان. في المحيط الهادي، تناولت سلطعونات اليابسة السم المخصص للفئران؛ لم تتأثر السلطعونات بالسم لكنها عرقلت محاولات إزالة الفئران.
تُعتبر إزالة الأصناف النباتية الغازية في معظم الحالات أصعب من إزالة الأصناف الحيوانية. أحد الأمثلة عن ذلك هو إزالة نبات السبط أو (الرمل الشوكي)، وهو عشب أُدخل إلى مدينة لياسان. سيطرت الأعشاب التي أُدخلت إلى لياسان عام 1961 على 30% من الجزيرة بحلول عام 1991، وحلت محل العشب الأجمي الأصلي، وقللت من مساحة مواطن تكاثر نوعين موطَّنين مهددين بالانقراض هما بطة لياسان وحسون لياسان، بالإضافة إلى العديد من الطيور البحرية. استغرقت إزالتها عشرة سنوات، عن طريق الرش المنظم في السنة الأولى، ثم الإزالة الفردية للأعشاب، ومن ثم غربلة الرمل حول النباتات عند إيجاد نباتات جديدة لإزالة البذور. بلغت كلفة برنامج الإزالة 150000 دولار سنوياً.

### الاستراتيجيات
توجد ثلاث استراتيجيات لتقليل عدد الحيوانات المُدخلة بهدف تقليل المشاكل الناجمة عنها وهي: الإقصاء، والتنظيم، والاستئصال. الإقصاء هو إزالة الأصناف المُدخلة في مناطق محدودة والتركيز على تأثير محلي. أما التنظيم فيعني التخفيف عن طريق تقليل عدد الأصناف المُدخلة إلى مستوى بيئي واقتصادي أقل ضرراً. بما أنها ليست سياسة إزالة بالكامل، يجب أن يُنفذ هذا باستمرار وبشكل متكرر. يُقال إن هذه الاستراتيجية قابلة للتنفيذ لكنها أقل فعالية من حيث الكلفة بسبب عدم اكتمالها. الاستئصال هو الإزالة الكاملة لكل أفراد الجماعة حتى آخر فرد من المحتمل أن يتكاثر، أو تقليل تعدادهم ليصبح أدنى من المستويات المستدامة (وفقاً لدراسة جوديث إتش. مايرز 2000). عادة ما تكون هذه هي الاستراتيجية الأفضل بالنسبة إلى الجُزُر لأنها تعطي تأثيرات دائمة، ما يعني أنها أكثر فعالية من ناحية التكلفة. على أي حال، لا تزال كلفتها اللوجستية والاقتصادية مرتفعة جداً. بالإضافة إلى أنه من الصعب أحياناً تنفيذ هذه الاستراتيجية اعتماداً على بيئة الجزيرة والأصناف الغريبة.